# Moreno Costanzo
Moreno Costanzo (Wil, 20 febbraio 1988) è un ex calciatore svizzero, di ruolo centrocampista.

## Statistiche

### Cronologia presenze e reti in nazionale
| Cronologia completa delle presenze e delle reti in nazionale ― Svizzera | Cronologia completa delle presenze e delle reti in nazionale ― Svizzera | Cronologia completa delle presenze e delle reti in nazionale ― Svizzera | Cronologia completa delle presenze e delle reti in nazionale ― Svizzera | Cronologia completa delle presenze e delle reti in nazionale ― Svizzera | Cronologia completa delle presenze e delle reti in nazionale ― Svizzera | Cronologia completa delle presenze e delle reti in nazionale ― Svizzera | Cronologia completa delle presenze e delle reti in nazionale ― Svizzera |
| Data                                                                    | Città                                                                   | In casa                                                                 | Risultato                                                               | Ospiti                                                                  | Competizione                                                            | Reti                                                                    | Note                                                                    |
| ----------------------------------------------------------------------- | ----------------------------------------------------------------------- | ----------------------------------------------------------------------- | ----------------------------------------------------------------------- | ----------------------------------------------------------------------- | ----------------------------------------------------------------------- | ----------------------------------------------------------------------- | ----------------------------------------------------------------------- |
| 11-8-2010                                                               | Klagenfurt am Wörthersee                                                | Austria                                                                 | 0 – 1                                                                   | Svizzera                                                                | Amichevole                                                              | 1                                                                       | 71’                                                                     |
| 3-9-2010                                                                | San Gallo                                                               | Svizzera                                                                | 0 – 0                                                                   | Australia                                                               | Amichevole                                                              | -                                                                       | 67’                                                                     |
| 7-9-2010                                                                | Basilea                                                                 | Svizzera                                                                | 1 – 3                                                                   | Inghilterra                                                             | Qual. Euro 2012                                                         | 1                                                                       | 83’                                                                     |
| 17-11-2010                                                              | Ginevra                                                                 | Svizzera                                                                | 2 – 2                                                                   | Ucraina                                                                 | Amichevole                                                              | -                                                                       | 66’                                                                     |
| 10-8-2011                                                               | Vaduz                                                                   | Liechtenstein                                                           | 1 – 2                                                                   | Svizzera                                                                | Amichevole                                                              | -                                                                       | 63’                                                                     |
| 11-11-2011                                                              | Amsterdam                                                               | Paesi Bassi                                                             | 0 – 0                                                                   | Svizzera                                                                | Amichevole                                                              | -                                                                       | 86’                                                                     |
| 15-11-2011                                                              | Lussemburgo                                                             | Lussemburgo                                                             | 0 – 1                                                                   | Svizzera                                                                | Amichevole                                                              | -                                                                       | 61’                                                                     |
| Totale                                                                  |                                                                         | Presenze                                                                | 7                                                                       |                                                                         | Reti                                                                    | 1                                                                       |                                                                         |

## Palmarès
- Challenge League: 1

San Gallo: 2008-2009
- Coppa del Liechtenstein: 2

Vaduz: 2015-2016, 2016-2017